# Karl-August Bergmann
Karl-August Bergmann (ur. 1918 w Detmoldzie, zm. 2 października 1970 w Lipsku) – wschodnioniemiecki kierowca wyścigowy.

## Kariera
W 1951 roku zadebiutował we Wschodnioniemieckiej Formule 3. Wygrał wówczas jeden wyścig i zdobył tytuł wicemistrzowski. Osiągnięcie to powtórzył w sezonie 1953. Po 1954 nie ścigał się już we Wschodnioniemieckiej Formule 3.
W 1953 roku wziął udział również w trzech wyścigach Niemieckiej Formuły 3.
Zmarł po krótkiej chorobie w wieku 52 lat.

## Wyniki we Wschodnioniemieckiej Formule 3
| Legenda oznaczeń w tabelach wyników Wyświetl szablon na nowej stronie | Legenda oznaczeń w tabelach wyników Wyświetl szablon na nowej stronie                                                                     |
| Oznaczenie                                                            | Wyjaśnienie |
| --------------------------------------------------------------------- | --- |
| Złoty                                                                 | Zwycięzca lub mistrzostwo |
| Srebrny                                                               | 2. miejsce lub wicemistrzostwo |
| Brązowy                                                               | 3. miejsce lub II wicemistrzostwo |
| Zielony                                                               | Ukończył, punktował (w klasyfikacji generalnej, gdy zdobył co najmniej jeden punkt na przestrzeni sezonu, poza trzema powyższymi opcjami) |
| Niebieski                                                             | Ukończył, nie punktował (w klasyfikacji generalnej, gdy nie zdobył co najmniej jednego punktu na przestrzeni sezonu)                      |
| Czerwony                                                              | Nie zakwalifikował się (NZ) |
| Czerwony                                                              | Nie prekwalifikował się (NPK) |
| Różowy                                                                | Nie ukończył (NU) |
| Różowy                                                                | Niesklasyfikowany (NS) (w klasyfikacji generalnej, gdy nie został sklasyfikowany w żadnym wyścigu sezonu)                                 |
| Czarny                                                                | Zdyskwalifikowany (DK) |
| Czarny                                                                | Wykluczony (WYK/EX) |
| Biały                                                                 | Nie wystartował (NW) |
| Biały                                                                 | Kontuzjowany (K/INJ) |
| Biały                                                                 | Wyścig odwołany (OD/C) |
| Bez koloru                                                            | Został wycofany (WYC/WD) |
| Bez koloru                                                            | Nie przybył (NP/DNA) |
| Bez koloru                                                            | Nie brał udziału w treningach (NT/DNP) |
| Bez koloru                                                            | Nie został zgłoszony (–) |
| Pogrubienie                                                           | Start z pole position |
| Kursywa                                                               | Najszybsze okrążenie wyścigu |
| †                                                                     | Nie ukończył, ale jego rezultat został zaliczony ze względu na przejechanie więcej niż 90% dystansu wyścigu.                              |
| *                                                                     | Sezon w trakcie |
| 1/2/3                                                                 | Punktowana pozycja w sprincie kwalifikacyjnym                                                                                             |
| Lista systemów punktacji Formuły 1                                    | |

| Rok  | Zespół              | Samochód | Silnik | Wyniki w poszczególnych eliminacjach | Wyniki w poszczególnych eliminacjach | Wyniki w poszczególnych eliminacjach | Wyniki w poszczególnych eliminacjach | Wyniki w poszczególnych eliminacjach | Pkt. | Msc. |
| ---- | ------------------- | -------- | ------ | ------------------------------------ | ------------------------------------ | ------------------------------------ | ------------------------------------ | ------------------------------------ | ---- | ---- |
| 1951 |                     |          |        |                                      |                                      |                                      |                                      |                                      | 10   | 2    |
| 1951 | BSG Traktor Güstrow | Grün KB  | BMW    | 1                                    | -                                    | -                                    | -                                    |                                      | 10   | 2    |
| 1951 | BSG Traktor Güstrow | Grün BG  | BMW    | -                                    | 3                                    | NU                                   | ?                                    |                                      | 10   | 2    |
| 1952 |                     |          |        |                                      |                                      |                                      |                                      |                                      | 3    | 4    |
| 1952 | BSG Traktor Güstrow | Grün BG  | BMW    | ?                                    | 6                                    | NU                                   | NU                                   |                                      | 3    | 4    |
| 1953 |                     |          |        |                                      |                                      |                                      |                                      |                                      | 17   | 2    |
| 1953 | BSG Traktor Güstrow | Grün BG  | JAP    | ?                                    | 8                                    | 2                                    | 4                                    | ?                                    | 17   | 2    |
| 1954 |                     |          |        |                                      |                                      |                                      |                                      |                                      | 3    | 4    |
| 1954 | BSG Traktor Güstrow | Grün BG  | JAP    | NU                                   | 4                                    | -                                    | -                                    |                                      | 3    | 4    |